# Reloj Colgate (Jersey City)

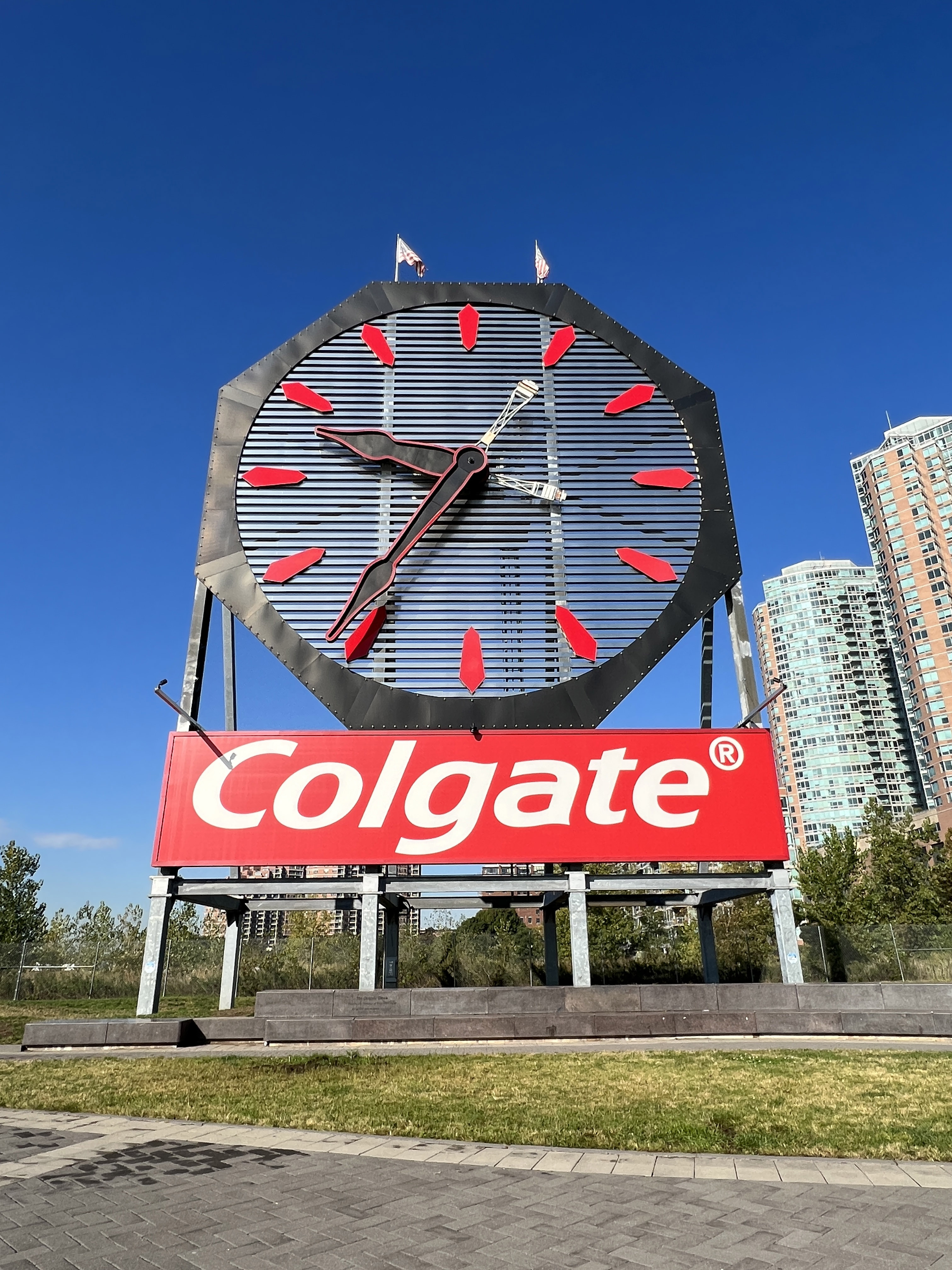
El reloj en un día de mañana

El Reloj Colgate es un reloj octogonal junto al río Hudson cerca de Exchange Place en Jersey City, en el estado de Nueva Jersey (Estados Unidos). Tiene un diámetro de 15,2 m Actualmente se encuentra a 396 m al sur de donde solía ubicarse la sede del conglomerado de productos de consumo Colgate-Palmolive, antes de que abandonara el área en 1985. Fue construido para conmemorar el centenario de Colgate Company en 1906.

## Historia
El reloj estuvo una vez colocado en lo alto de la planta de Colgate en 85-99 Hudson Street en Jersey City. El reloj actual fue construido en 1924 para reemplazar un reloj anterior diseñado por el ingeniero de Colgate Warren Davey, que fue construido por Seth Thomas Clock Company para el centenario de Colgate en 1906. Después de la construcción del reloj actual, el anterior se trasladó a una fábrica de Colgate en Clarksville.
En un artículo de 1988 de The New York Times sobre el reloj, se señaló que el letrero estaba "iluminado por 1607 bombillas que delineaban las letras, las manecillas y las marcas de las horas, con un total de 28 000 vatios".
Desde 2005 el Reloj Colgate se encuentra en un lote vacío; todos los demás edificios del complejo fueron demolidos en 1985 cuando Colgate se fue. El lote está ubicado en la orilla del río Hudson y el reloj en sí mide 100 m al sur de la Torre Goldman Sachs, que alguna vez fue el rascacielos más alto del estado de Nueva Jersey. La construcción de ese edificio a principios de la década de 2000 obligó a reubicar el reloj hacia el sur hasta su ubicación actual. En ese momento, el tamaño del anuncio de Colgate adjunto se redujo para cumplir con la ley Hudson River No Billboard. 
El reloj es un punto de notificación obligatorio para vuelos por debajo del espacio aéreo Clase B en el corredor VFR del río Hudson.
En 2013, el reloj fue renovado, equipado con luces LED y reinstalado en el paseo marítimo cerca de la torre Goldman-Sachs.

## Galería

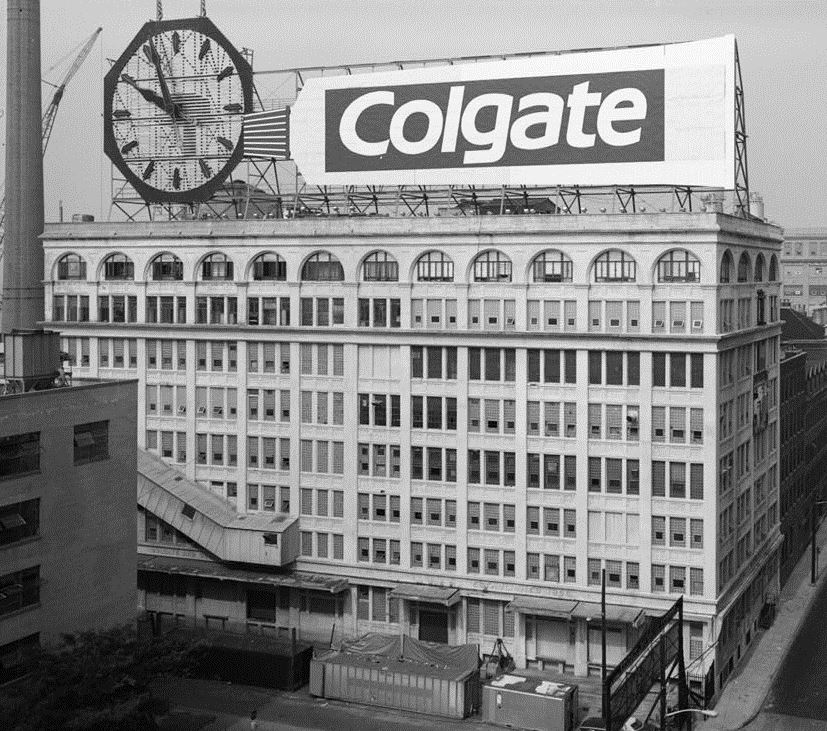
La ubicación original del reloj
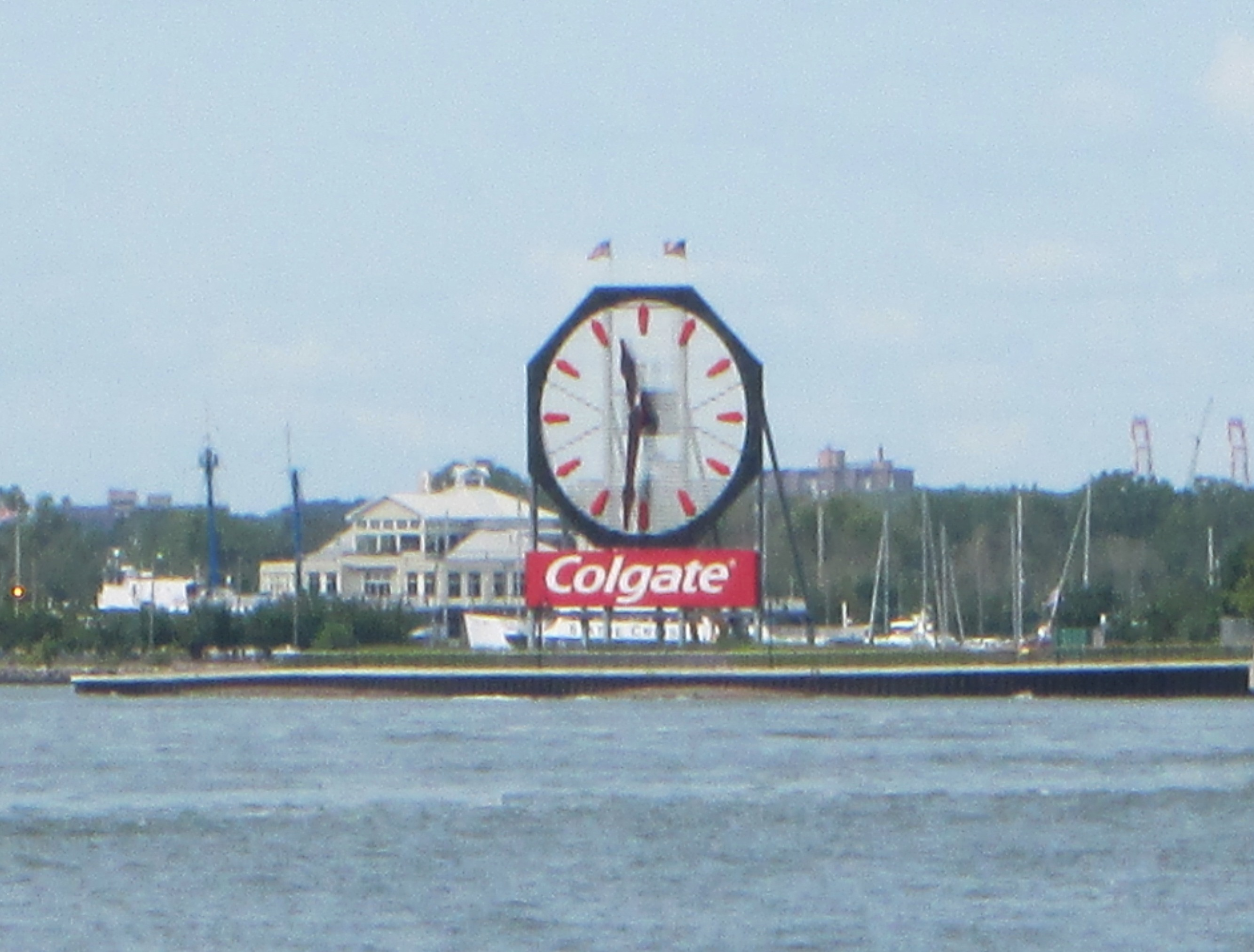
Visto desde Battery Park City
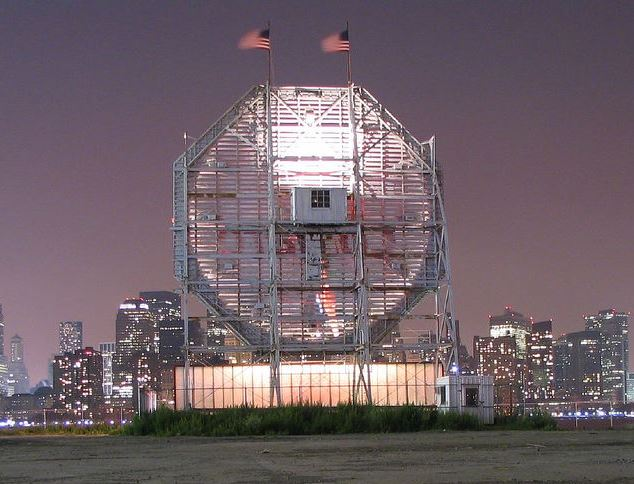
La parte trasera del reloj, con el Lower Manhattan al fondo
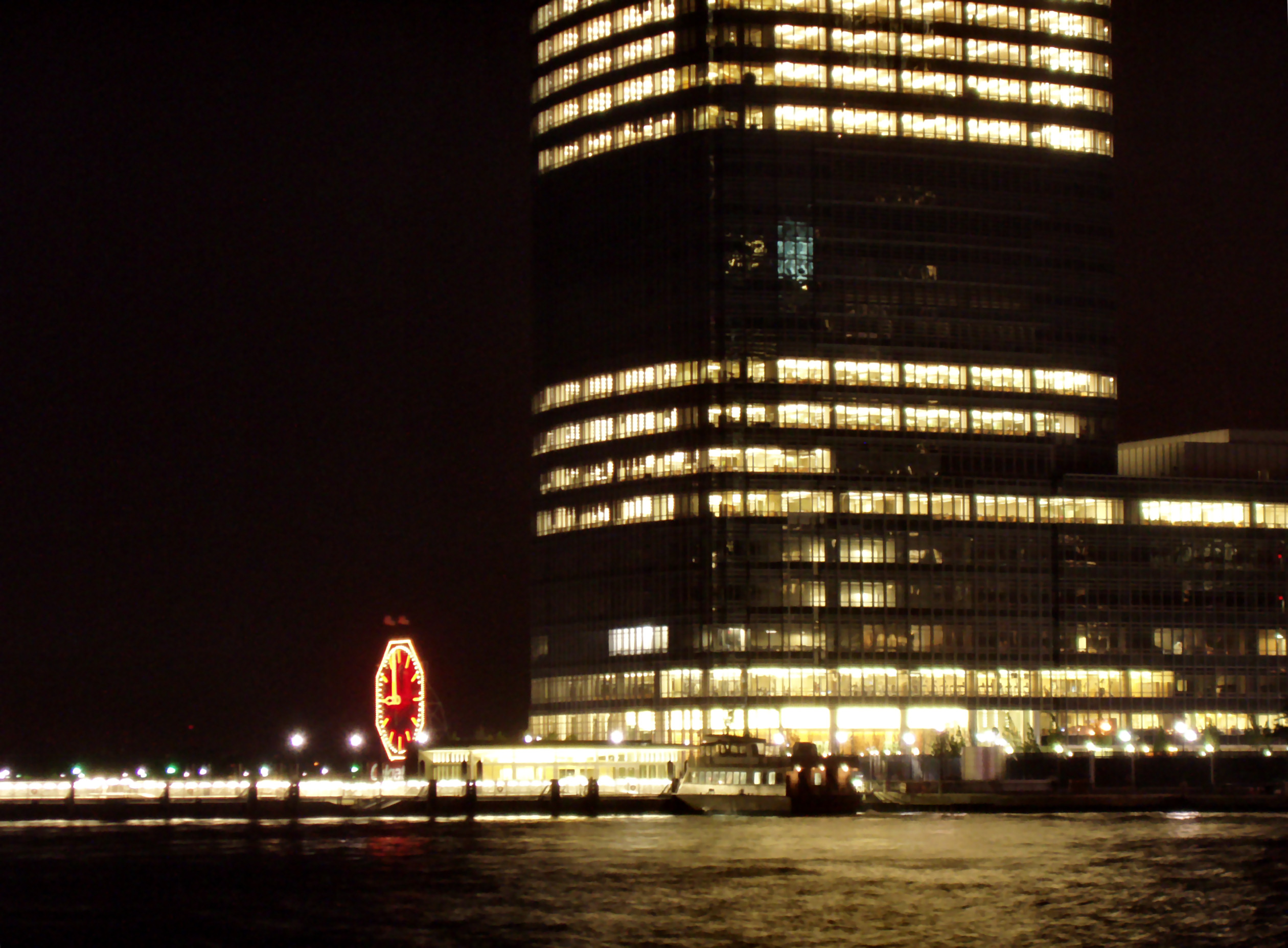
El reloj de noche, con la Torre Goldman Sachs en primer plano